# Tormento di anime
Tormento di anime è un film del 1953 diretto da Cesare Barlacchi.
La pellicola è ascrivibile al filone melodrammatico-sentimentale comunemente detto strappalacrime, in voga in quel periodo.